# Greg Taylor
Greg Taylor (Greenock, Inverclyde, Escocia, 5 de noviembre de 1997) es un futbolista escocés. Su posición es la de defensa y su club es el PAOK de Salónica F. C. de la Superliga de Grecia.

## Trayectoria
El 2 de septiembre de 2019 se hizo oficial su llegada al Celtic F. C. firmando un contrato hasta 2023.
El 5 de noviembre de 2021 se anunció su renovación de contrato hasta 2025. Cuando este expiró, se marchó a Grecia para jugar en el PAOK de Salónica F. C.

## Selección nacional

### Categorías inferiores

#### Sub-20
El 17 de mayo de 2017; Taylor fue incluido en la lista definitiva de 20 jugadores que jugarían el Torneo Esperanzas de Toulon de 2017, con sede en Francia. Debutó el 31 de mayo jugando los 90' en la derrota 3-2 ante República Checa.

### Selección absoluta
En 2019 fue convocado por primera vez a la selección absoluta de Escocia para los partidos de clasificación para la Eurocopa 2020 contra Chipre y Bélgica. El 11 de junio debutó ante Bélgica arrancando como titular y completando todo el encuentro que terminaría ganando el cuadro belga por un marcador de 3-0.
El 19 de mayo de 2021; Taylor fue incluido en la lista de 26 jugadores que disputarían la Eurocopa 2020.

### Participaciones en selección
| Torneo                              | Categoría | Sede    | Resultado    | Partidos | Goles |
| ----------------------------------- | --------- | ------- | ------------ | -------- | ----- |
| Torneo Esperanzas de Toulon de 2017 | Sub-20    | Francia | Tercer lugar | 5        | 1     |
| Torneo Esperanzas de Toulon de 2018 | Sub-21    | Francia | Cuarto lugar | 5        | 0     |
| Liga de Naciones de la UEFA 2020-21 | Absoluta  | Europa  | Primera fase | 1        | 0     |
| Eurocopa 2020                       | Absoluta  | Europa  | Primera fase | 0        | 0     |
| Liga de Naciones de la UEFA 2022-23 | Absoluta  | Europa  | Ascenso      | 4        | 0     |
| Eurocopa 2024                       | Absoluta  | Europa  | Primera fase | 0        | 0     |

## Estadísticas

### Clubes
Actualizado al último partido jugado el 24 de mayo de 2025.
| Kilmarnock F. C. Escocia | 1.ª           | 2015-16       | 2   | 0 | 0  | 0 | ―  | ― | 2   | 0  | 0    |
| Kilmarnock F. C. Escocia | 1.ª           | 2016-17       | 34  | 0 | 4  | 0 | ―  | ― | 38  | 0  | 0    |
| Kilmarnock F. C. Escocia | 1.ª           | 2017-18       | 38  | 0 | 7  | 0 | ―  | ― | 45  | 0  | 0    |
| Kilmarnock F. C. Escocia | 1.ª           | 2018-19       | 36  | 1 | 5  | 0 | ―  | ― | 41  | 1  | 0,02 |
| Kilmarnock F. C. Escocia | 1.ª           | 2019-20       | 2   | 0 | 1  | 0 | 2  | 0 | 5   | 0  | 0    |
| Kilmarnock F. C. Escocia | Total club    | Total club    | 112 | 1 | 17 | 0 | 2  | 0 | 131 | 1  | 0,01 |
| Celtic F. C. Escocia | 1.ª           | 2019-20       | 12  | 0 | 3  | 0 | 2  | 0 | 17  | 0  | 0    |
| Celtic F. C. Escocia | 1.ª           | 2020-21       | 26  | 0 | 1  | 0 | 5  | 1 | 32  | 1  | 0,03 |
| Celtic F. C. Escocia | 1.ª           | 2021-22       | 24  | 0 | 4  | 1 | 7  | 0 | 35  | 1  | 0,03 |
| Celtic F. C. Escocia | 1.ª           | 2022-23       | 31  | 3 | 6  | 0 | 6  | 0 | 43  | 3  | 0,07 |
| Celtic F. C. Escocia | 1.ª           | 2023-24       | 35  | 3 | 5  | 0 | 6  | 0 | 46  | 3  | 0,07 |
| Celtic F. C. Escocia | 1.ª           | 2024-25       | 28  | 0 | 7  | 1 | 8  | 0 | 43  | 1  | 0,03 |
| Celtic F. C. Escocia | Total club    | Total club    | 156 | 6 | 26 | 2 | 34 | 1 | 216 | 9  | 0,04 |
| PAOK de Salónica F. C. · Grecia | 1.ª           | 2025-26       | 0   | 0 | 0  | 0 | 0  | 0 | 0   | 0  | 0    |
| PAOK de Salónica F. C. · Grecia | Total club    | Total club    | 0   | 0 | 0  | 0 | 0  | 0 | 0   | 0  | 0    |
| Total carrera | Total carrera | Total carrera | 268 | 7 | 43 | 2 | 36 | 1 | 347 | 10 | 0,03 |
| (1) Incluye datos de Copa de la Liga de Escocia y Copa de Escocia. (2) Incluye datos de Liga Europa de la UEFA, Liga de Campeones de la UEFA y Liga Europa Conferencia de la UEFA. (3) No incluye goles en partidos amistosos. |               |               |     |   |    |   |    |   |     |    |      |

## Palmarés

### Títulos nacionales
| Título                     | Club         | País    | Año     |
| -------------------------- | ------------ | ------- | ------- |
| Copa de la Liga de Escocia | Celtic F. C. | Escocia | 2019-20 |
| Scottish Premiership       | Celtic F. C. | Escocia | 2019-20 |
| Copa de Escocia            | Celtic F. C. | Escocia | 2019-20 |
| Copa de la Liga de Escocia | Celtic F. C. | Escocia | 2021-22 |
| Scottish Premiership       | Celtic F. C. | Escocia | 2021-22 |
| Copa de la Liga de Escocia | Celtic F. C. | Escocia | 2022-23 |
| Scottish Premiership       | Celtic F. C. | Escocia | 2022-23 |
| Copa de Escocia            | Celtic F. C. | Escocia | 2022-23 |
| Scottish Premiership       | Celtic F. C. | Escocia | 2023-24 |
| Copa de Escocia            | Celtic F. C. | Escocia | 2023-24 |
| Copa de la Liga de Escocia | Celtic F. C. | Escocia | 2024-25 |
| Scottish Premiership       | Celtic F. C. | Escocia | 2024-25 |